# Deželna pravda
Deželna pravda (nemško Landrecht) je pojav absolutizma v habsburških dednih deželah, in pojem iz pravne zgodovine. Deželne pravde so bila sodišča za privilegirane osebe, ki so nastala na podlagi sodnih reform vladarice Marije Terezije v letih 1747-49, in so združevale delokroge prejšnjih vicedomskih, ograjnih in deželnoglavarskih sodišč. Nastale so predvsem zaradi teženj vladarja, da bi zajezil vpliv deželnih stanov nad sodstvom. Deželno pravdo je vodil predsednik, ki je bil tudi visok deželni funkcionar. Vzpostavljene so bile v deželnih glavnih mestih. Leta 1791 v Gorici, 1807 v Celovcu, ter leta 1814 v Ljubljani. Na Štajerskem se ta sistem ni uveljavil. Deželne pravde so obstajale do leta 1849.

## Delokrogi deželne pravde
Deželna pravda (»Mestna in deželna pravda, kazensko, merkantilno in menično sodišče«) je bila pristojna za obravnavo komornega (deželnoknežjega) premoženja v deželi; tožbe zoper mesta in zemljiška gospostva, ter imenjske zadeve. Kot pritožbena instanca je bila pristojna za sodbe deželskih sodišč, in je imela trajno nastavljenega tudi krvnega sodnika.
Pritožbe na sodbe deželne pravde so bile sprva dodeljene notranjeavstrijski vladi v Gradcu, od leta 1782 pa je pristojnost prevzel »Vrhovni pravosodni urad« na Dunaju.